# Zespół Arimy
Zespół Arimy (zespół Dekabana-Arimy, ang. Arima syndrome, Dekaban-Arima syndrome, Joubert syndrome with bilateral chorioretinal coloboma, cerebro-oculo-hepato-renal syndrome) – rzadki zespół wad wrodzonych. Zespół dziedziczony jest autosomalnie recesywnie i charakteryzuje się agenezją robaka móżdżku, nieprawidłowościami ocznymi, torbielowatością nerek i niekiedy chorobą wątroby.
Fenotypowo przypomina zespół Joubert, zespół COACH i rodzinną młodzieńczą nefronoftyzę.
Pierwsze dwa przypadki opisał Dekaban i wsp. w 1969 roku. Arima i wsp. w 1971 przedstawili kolejne trzy przypadki.